# マルリェーの定理
マルリェーの定理（マルリェーのていり、Masreliez's theorem）は、カルマンフィルターのように誤差のある観測値を用い、ある動的システムの状態を推定あるいは制御するための、無限インパルス応答定理の一種である。この頑健な推定関数は、1975年にヨーハン・マルリェーによって提唱された。離散的な誤差のある観測から、刻一刻と変化する量（例えばある物体の位置と速度）を推定するために用いられる。

## 歴史
1972年、マルリェーは博士論文で"ロバスト な推定"を取り上げた。また、頑健な平均値の種類については、"推定関数"を発案した。"推定関数"は、分布が普遍的に左右対称の確率分布で最大分散であることの確実性と、さらにその他での分散の仕方には関係なく、それぞれの既知の"テール"確率の割合があることを示している。その後、マルリェーはこの結果からロバトス性のカルマン型再帰フィルタ（1975年）を作りだした。

## 応用例
定理はそれ以来、いくつかの用途で応用されている。例えば、非ガウス観測の状況で条件付き平均精度を推定するために用いられる。実用例では、レーダーやコンピュータビジョンなど、工学分野で広く用いられる。例えば、カーナビゲーションでは、機器内蔵の加速度計や人工衛星からの誤差のある情報を統合し、時々刻々変化する自動車の位置を推定するのに応用されている。カルマンフィルターは、目標物の時間変化を支配する法則を活用し、目標物の位置を現在（フィルター）、未来（予測）、過去（内挿あるいは平滑化）に推定することができる。他の応用例として、以下のものが挙げられる。
- ロボット工学
- ブレイン・マシン・インタフェース、BMI
- オートパイロット
- 経済学、とくに マクロ経済学、時系列、計量経済学
- 慣性誘導装置
- 衛星測位システム[6]
  - グローバル・ポジショニング・システム、GPS
  - カーナビゲーション
- 天気予報ガイダンスの数値予報